# 1934 en basket-ball
Chronologie du basket-ball
1933 en basket-ball - 1934 en basket-ball - 1935 en basket-ball
Les faits marquants de l'année 1934 en basket-ball :

## Récapitulatifs des principaux vainqueurs de compétitions 1933-1934

### Masculins
| Europe - France : Olympique lillois. | Amériques | Afrique, Asie, Océanie |

### Féminines
| Europe - France : Linnet's Saint-Maur. - Italie : Canottieri Milano. Amériques | Afrique, Asie, Océanie |

## Naissance
- 12 février : Bill Russell, joueur des Celtics de Boston de 1956 à 1969, naît à Monroe, dans l'État de Louisiane aux États-Unis.